# Хорошево (Грязовецкий район)
Хорошево — деревня в Грязовецком районе Вологодской области на реке Лухта. Административный центр Комьянского муниципального образования и Комьянского сельсовета.
Расстояние до районного центра Грязовца по автодороге — 22,5 км. Ближайшие населённые пункты — Бакшейка, Прокунино, Логиново.
По переписи 2002 года население — 924 человека (449 мужчин, 475 женщин). Преобладающая национальность — русские (97 %).